# Заунгузские Каракумы
Заунгузские Каракумы (Северные каракумы; туркм. Üňüzaňyrsy Garagum) — песчаная пустыня на юге Средней Азии, покрывающая северную часть Туркмении. Является частью пустыни Каракумы. Площадь составляет 102 000 км².
Это геологически самая древняя и самая приподнятая часть района. Современная поверхность Заунгузских Каракумов сильно расчленена, характерны меридионально вытянутые гряды — высотой до 80—100 м.
На юге они обрываются 60—160-метровым уступом к полосе характерных и до сих пор ещё в значительной степени загадочных понижений Унгуза. Происхождения этой изгибающейся цепи такыров, шоров и песчаных котловин, прослеживается от Амударьи на запад.